# 山城國
山城國（日语：〔〕／ Yamashiro No Kuni */?），日本古代的令制國之一，屬京畿區域，為五畿之一，亦稱山州或城州。山城國相當於現在的京都府南部。後因領地內之平安京為仿長安與洛陽型式所建造，亦稱雍州。
慶長三年（1598年），根據太閣檢地的統計，山城國此時的總石高為225262石。到了江戶時代末期的天保十三年（1842年）時的總石高統計為230131石。

## 歷史
山城以前亦寫作山代，大約7世紀起以山背為名立國。延曆13年（794年）11月7日當平安京被正式命名時，桓武天皇見此地倚山傍水，為天然的要塞，於是重新命名為「山城」。
開始時，山城國的國府位於南山城的相樂郡，據推斷，即為現在的相樂郡與山城町附近。在8世紀前半葉時轉移了到葛野郡，大致為現在的京都市右京區太秦和右京區西京極郡町附近。到了延曆16年（797年）8月25日，因為葛野郡的地勢狹隘，於是遷移了到長岡京以南的乙訓郡，大致為現在的長岡京市（南栗塚遺跡）和向日市上植野町。
清和天皇貞觀3年（861年）6月7日，國府再轉移到乙訓郡的河陽行宮。河陽行宮為嵯峨天皇所建造，目的是為了抵禦外敵入侵，而政治會議亦在這裡召開，位置大致為現在的乙訓郡大山崎町。
最初設有國司山城守，鎌倉幕府時期山城國設有守護所，最初由京都守護兼任山城國守護，承久之亂後，1221年—1333年，六波羅探題兼任此職，守護所也成為了六波羅。宇治河為邊界，在室町時代初期以侍所兼任，後仍設守護，將上面三郡和下面五郡割開，將山城國一分為二後，上三郡的守護設置在宇治槙島，下五郡的守護所設置在等數處地方。1485年—1493年，在南山城发生山城国一揆。日本戰國時期設有武家官位的山城守，由松永久秀在內的戰國大名擔任，江戶時期由藤井松平家嫡流當主及諸多藩主分據。

### 江户时代的藩
| 藩名       | 居城     | 藩主 |
| ---------- | -------- | --- |
| 淀藩       | 淀城     | 松平（久松）家（3万5千石、1623年—1633年） 永井氏（10万石 → 7万3600石、1633年—1669年） 石川家（6万石、1669年—1711年） 松平（户田）家（6万石、1711年—1717年） 松平（大給）家（6万石、1717年—1723年） 稻叶氏（10万2千石、1723年—1871年） |
| 山城長岡藩 | 長岡陣屋 | 永井家（1万2千石、1633年—1649年） 永井家转封到高槻藩后废藩 |
| 伏見藩     | 伏見城   | 松平（久松）家（5万石、1607年—1616年） 内藤（信成系）家（5万石、1617年—1619年） 内藤家转封为大阪城城代后废藩 |
| 御牧藩     |          | 津田家（1万3千石、1600年—1607年） 因藩主行为不当而废藩 |

## 設施

### 國分寺・國分尼寺
國分寺，位於相樂郡加茂町，同時建有僧寺和尼庵。其中恭仁宮大極殿在746年時設為僧寺。此寺在882年被燒毀，之後雖然重建但香火日衰。1925年（大正14年）時在國分寺旁邊發掘出大量的古瓦，被認為是古國分尼寺的痕跡。

### 神社
一宮是京都市的上、下賀茂神社，即北區的賀茂別雷神社（上賀茂神社）和左京區的賀茂御祖神社（下鴨神社），二社合為一宮。二宮以下不存在。

## 人物

### 國司

#### 山背守時期
在平安京修建的794年年以前，山城國的原國名為山背國，其主官即國司為山背守。時間跨度為飛鳥時代末期（703年）到奈良時代結束（794年）。根據《續日本紀》的紀錄，可以知道在這約莫92年的期間，總共有17位官員擔任過該職位。
| 姓名           | 任命時間                       | 八色姓 | 當時官位 | 之前官職        | 之後官職          | 備註                                                     |
| -------------- | ------------------------------ | ------ | -------- | --------------- | ----------------- | -------------------------------------------------------- |
| 黄書大伴       | 大寶三年（703年）7月5日        | 連     | 正五位下 |                 |                   | 死後贈正四位下                                           |
| 坂合部三田麻呂 | 和銅元年（708年）3月13日       | 宿禰   | 從五位下 | 三河守          |                   |                                                          |
| 高向色夫智     | 和銅二年（709年） 11月2日      | 朝臣   | 從五位下 | 右兵衛督        |                   |                                                          |
| 大伴犬養       | 天平勝寶元年（749年） 8月10日  | 宿禰   | 從五位上 | 少納言          | 播磨守            | 官至從四位下·讃岐守                                      |
| 紀小楫         | 天平勝寶二年（750年） 3月12日  | 朝臣   | 從五位下 |                 | 東海道巡察使      |                                                          |
| 高圓廣世       | 天平寶字六年（762年） 4月1日   | 朝臣   | 從五位下 | 攝津亮          | 從五位上·播磨守   |                                                          |
| 日下部子麻呂   | 天平寶字八年（764年） 1月21日  | 宿禰   | 正五位上 | 上野守          | 從四位上·播磨守   |                                                          |
| 藤原黒麻呂     | 天平寶字八年（764年） 11月5日  | 朝臣   | 從五位下 | 左勇士佐        | 播磨守            |                                                          |
| 佐伯助         | 天平神護二年（766年） 11月13日 | 宿禰   | 從五位上 | 山背介          | 兵部大輔          | 官至從四位下·肥後守                                      |
| 榎井小祖       | 神護景雲三年（769年） 3月28日  | 朝臣   | 從五位上 | 宮内大輔        | 上總守            | 官至正五位上·造宮大輔                                    |
| 橘綿裳         | 神護景雲三年（769年）3月28日   | 宿禰   | 從五位下 | 中務少輔        | 從五位上·大判事   | 兼任、官至從四位上・右京大夫、「佐為王」橘佐為之子       |
| 藤原種繼       | 寶龜二年（771年）9月16日       | 朝臣   | 從五位下 | 近衛員外少將    | 正五位下·左京大夫 | 兼任、官至正三位・中納言兼式部卿、死後贈正一位・太政大臣 |
| 大中臣繼麻呂   | 寶龜七年（776年）3月6日        | 朝臣   | 從五位下 | 右衛士員外佐    | 從五位上·衛門佐   |                                                          |
| 多治比人足     | 天應元年（781年）5月25日       | 真人   | 從五位上 | 從五位下·大判事 | 正五位下・主馬頭  |                                                          |
| 大中臣諸魚     | 延曆四年（785年）1月15日       | 朝臣   | 正五位下 | 少納言          | 左中弁            | 兼任、官至正四位上·參議、右大臣大中臣清麻呂之子          |
| 三嶋名繼       | 延曆五年（786年）2月17日       | 真人   | 從五位上 | 内厩頭          | 改兼美作守        | 兼任                                                     |
| 巨勢嶋人       | 延曆九年（790年）3月10日       | 朝臣   | 從五位下 | 左衛士佐        |                   | 兼任                                                     |

#### 山城守時期
| 姓名       | 任命時間                      | 八色姓 | 當時官位 | 之前官職           | 之後官職               | 備註                                                 |
| ---------- | ----------------------------- | ------ | -------- | ------------------ | ---------------------- | ---------------------------------------------------- |
| 藤原乙叡   | 延曆十四年（795年）2月2日     | 朝臣   | 從四位下 | 參議、左京大夫     | 改兼伊予守             | 兼任（同時兼侍從）                                   |
| 多治比繼兄 | 延曆十八年（799年）2月20日    | 真人   | 從四位下 | 中務大輔           | 神祇伯                 |                                                      |
| 藤原仲成   | 延曆十八年（799年）9月10日    | 朝臣   | 正五位下 | 治部大輔           | 主馬頭                 | 兼任、官至從四位下・參議                             |
| 藤原乙叡   | 延曆二十年（801年）8月11日    | 朝臣   | 從三位   | 權中納言、中衛大將 | 改兼近江守             | 兼任                                                 |
| 藤原緒嗣   | 延曆二十三年（804年） 2月18日 | 朝臣   | 從四位下 | 參議、右衛士督     | 畿内觀察使             | 兼任、官至正二位・左大臣、死後贈從一位，史稱山本大臣 |
| 藤原繼業   | 延曆二十五年（806年） 1月28日 | 朝臣   | 正五位上 | 兵部大輔           | 左京大夫、大和守、侍從 | 兼任                                                 |
| 藤原繼彦   | 大同五年（810年）9月10日      | 朝臣   | 從四位下 | 民部大輔           | 從四位上·刑部卿        | 官至從三位・刑部卿                                   |
| 安倍高繼   | 承和元年（834年）1月12日      | 朝臣   | 正五位下 |                    |                        |                                                      |

## 郡
- 乙訓郡
- 葛野郡
- 愛宕郡
- 紀伊郡
- 宇治郡
- 久世郡
- 綴喜郡
- 相樂郡

## 图集

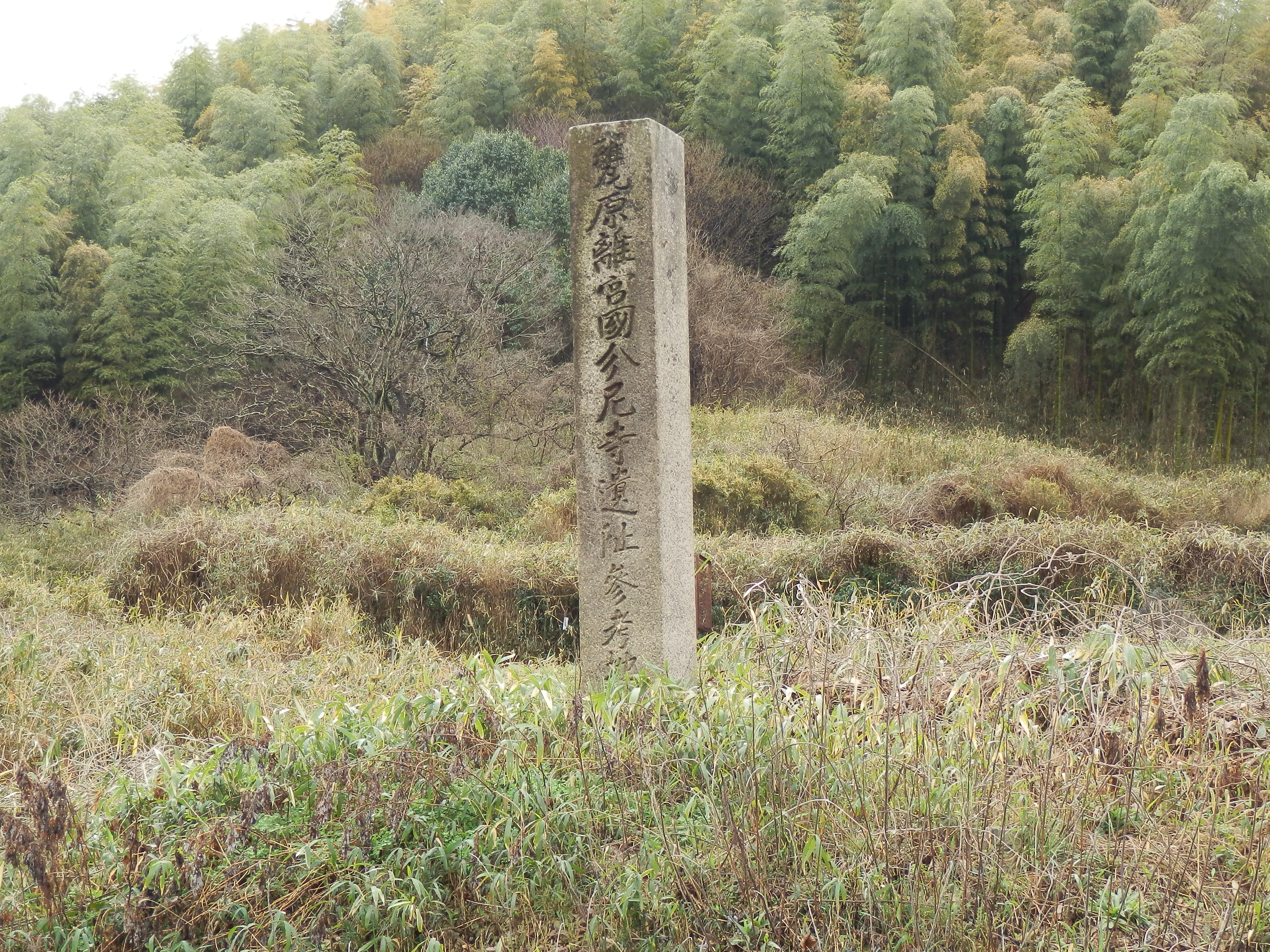
在山城国分尼寺推定地建立的标记碑
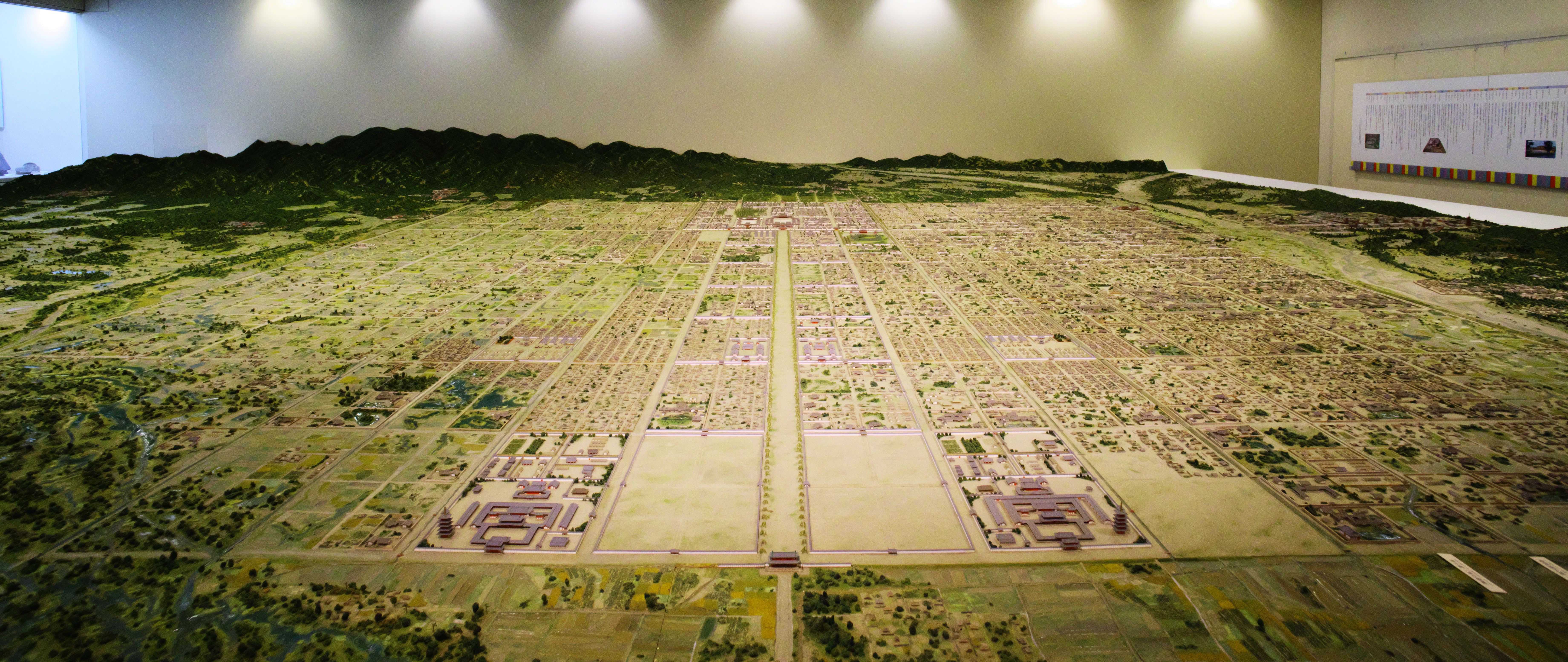
平安京复原模型
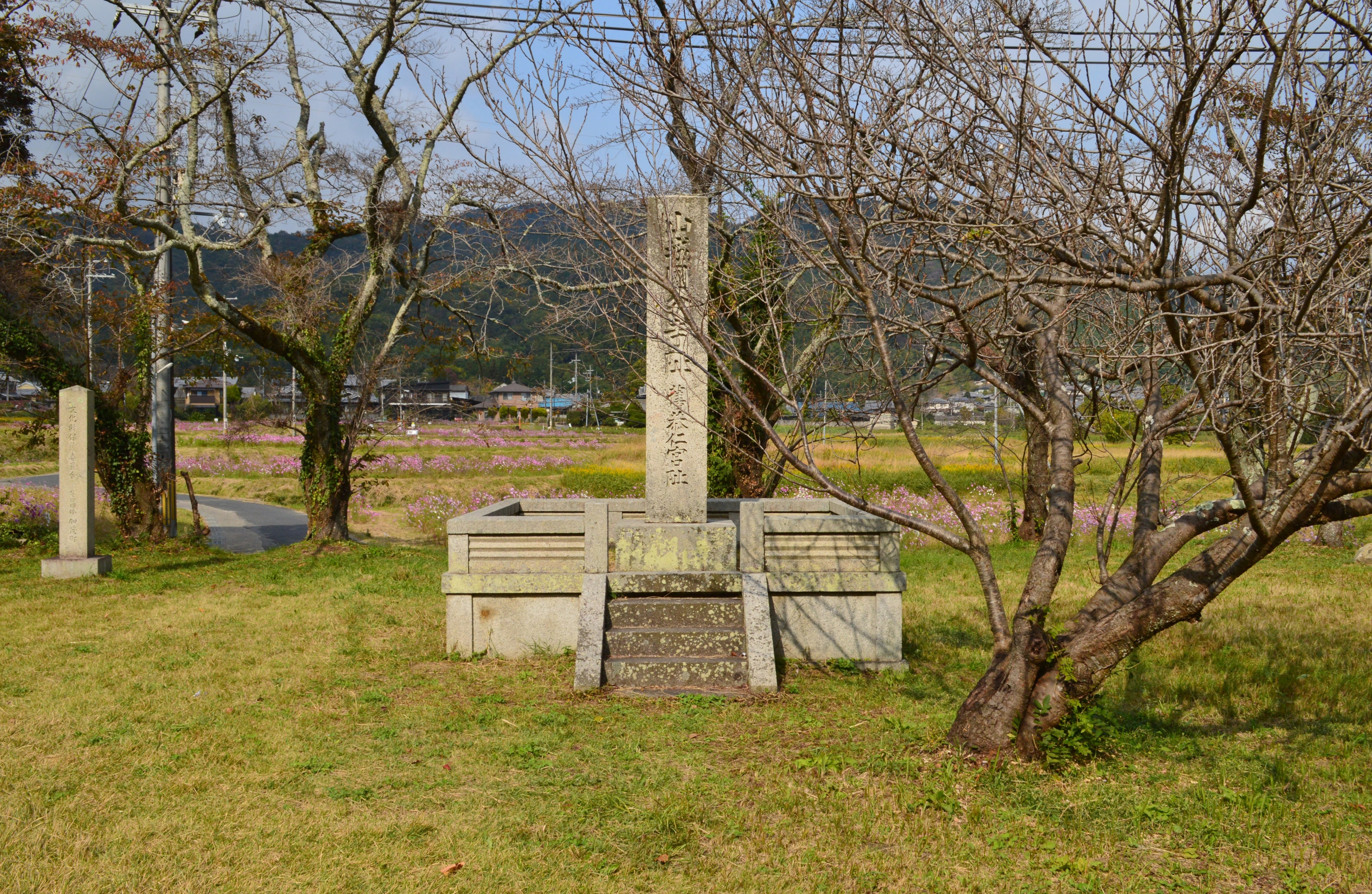
山城国分寺跡（日语：山城国分寺跡）
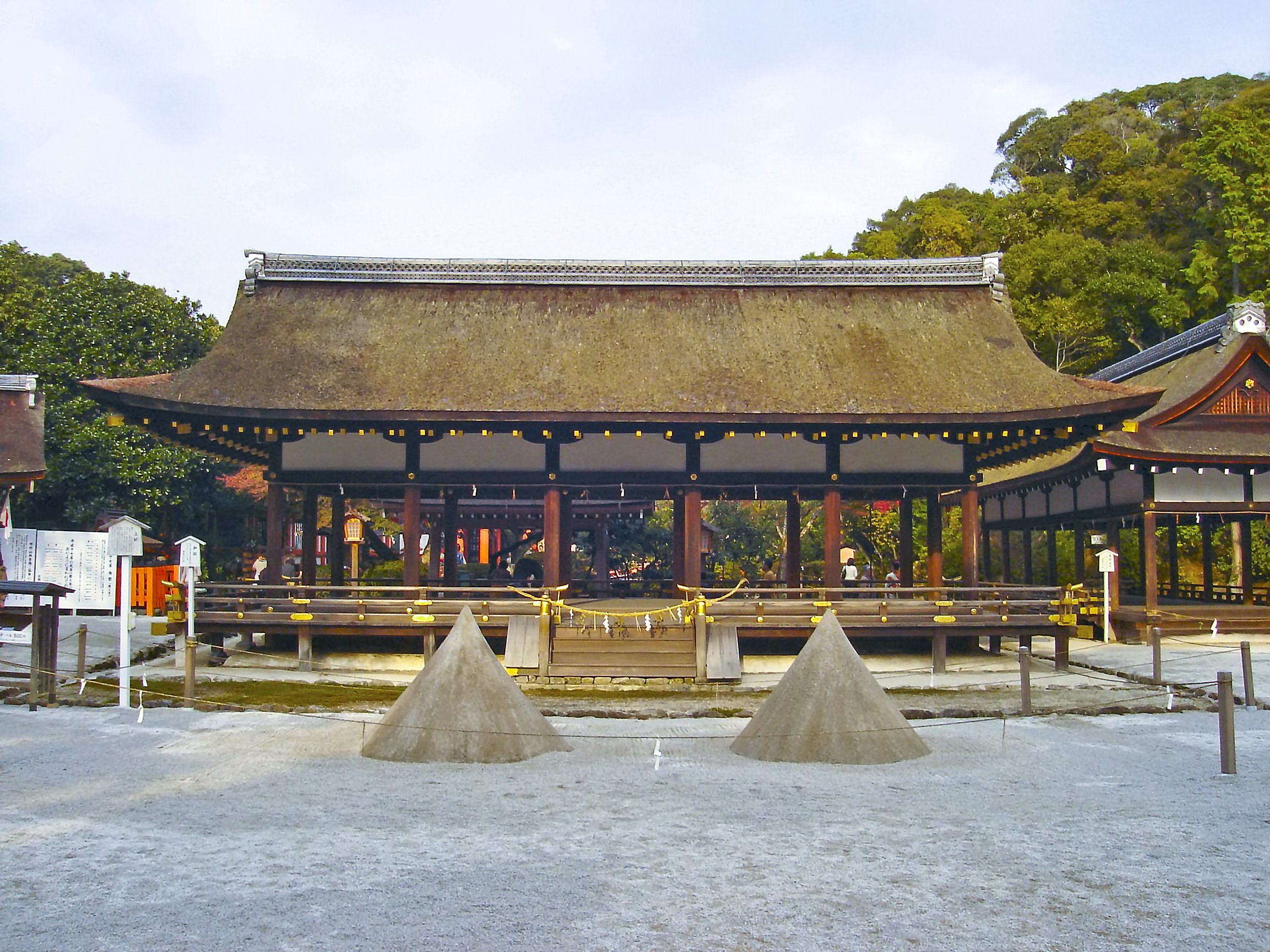
山城国一宫賀茂別雷神社
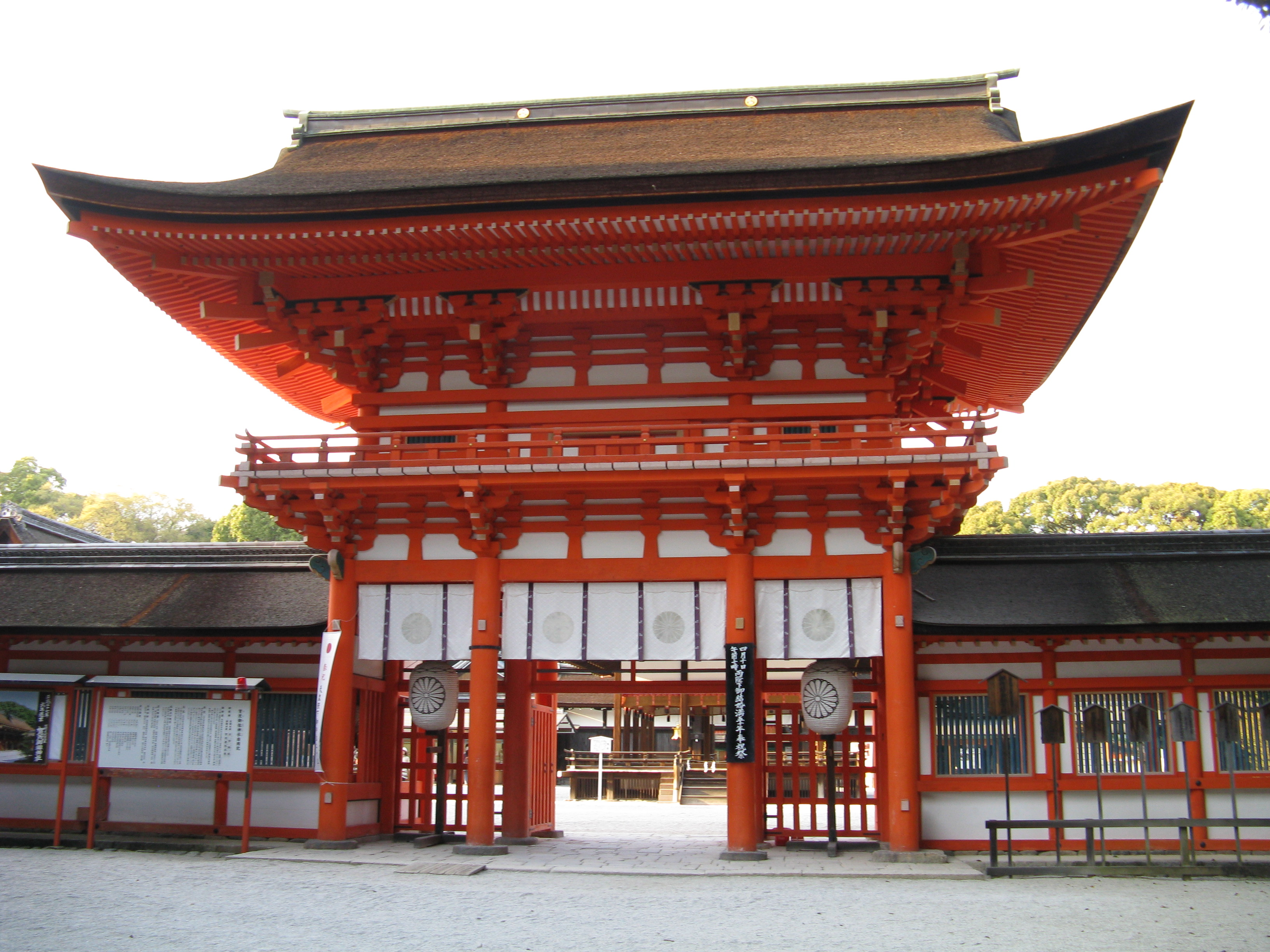
山城国一宫賀茂御祖神社